# Актерек (комплекс памятников архитектуры)
Актерек — комплекс памятников архитектуры в Казахстане. Состоит из 90 курганов эпохи бронзы. Расположен в 6 км к юго-востоку от поселка Актерек Жамбылского района Алматинской области. Исследован в 1956 году Семиреченской археологической экспедицией (руководитель Кемаль Акишев). Диаметр курганов, расположенных несколькими группами, достигает 8—12 м. При раскопках обнаружены кувшины, металлический нож, стеклянные бусы и др.